# Termoresistenza
La termoresistenza, comunemente chiamata termometro a resistenza o RTD (dall'inglese Resistance Temperature Detector), è un sensore di temperatura che sfrutta la variazione della resistività di alcuni materiali al variare della temperatura. In particolare per i metalli esiste una relazione lineare che lega resistività e temperatura:
{\displaystyle \rho (T)=\rho _{0}\cdot [1+\alpha (T-T_{0})]}
dove {\displaystyle T} è la temperatura, {\displaystyle \rho (T)} è la resistività del materiale alla temperatura {\displaystyle T}, {\displaystyle \rho _{0}} è la resistività del materiale alla temperatura {\displaystyle T_{0}} e {\displaystyle \alpha } un coefficiente che dipende dal materiale.
Sfruttando la relazione che lega resistenza e resistività (tramite la sezione S e la lunghezza L del conduttore):
{\displaystyle R={\rho L \over S}}
si ottiene:
{\displaystyle R(T)=R_{0}\cdot [1+\alpha (T-T_{0})]}
Da quest'ultima relazione si può dunque risalire alla temperatura da una misura di resistenza.
In realtà la modellizzazione è più complessa, poiché anche la sezione e la lunghezza del conduttore aumentano con la temperatura, ma in modo molto meno significativo, in particolare nel caso di materiali opportunamente scelti.
Una relazione {\displaystyle (T,R)} con termini fino al terzo ordine, più accurata di quella lineare, è la seguente:
{\displaystyle R(T)=R_{0}\cdot [1+\alpha _{1}(T-T_{0})+\alpha _{2}(T-T_{0})^{2}+\alpha _{3}(T-T_{0}-100)T^{3}]}
in cui {\displaystyle \alpha _{1}>\alpha _{2}>\alpha _{3}},{\displaystyle R_{0}} è la resistenza a 0 °C (100 per PT100 e 1000 per PT1000) e le costanti hanno i seguenti valori:
{\displaystyle \alpha _{1}=3.9083\times 10^{-3}~^{\circ }{\text{C}}^{-1}\,}
{\displaystyle \alpha _{2}=-5.775\times 10^{-7}~^{\circ }{\text{C}}^{-2}\,}
{\displaystyle \alpha _{3}=-4.183\times 10^{-12}~^{\circ }{\text{C}}^{-4}\ per\ T<0~^{\circ }{\text{C}},\ \alpha _{3}=0\ per\ T\geq 0~^{\circ }{\text{C}}.}
Da evidenze sperimentali, risulta che il coefficiente del termine di secondo grado per un RTD PT90 sia:
{\displaystyle \alpha _{2}=4.47\times 10^{-6}~^{\circ }{\text{C}}^{-2}\,}

## Storia
Inventato da Sir William Siemens nel 1871, ne descrisse il funzionamento durante una lezione alla Royal Society di Londra, per la precisione il primo pirometro fondato sulla resistenza elettrica di un filo di Platino avvolto, il cui funzionamento si basa sulla variazione del valore di resistenza di un metallo al variare della temperatura a cui è sottoposto.

La realizzazione pratica avvenne grazie al fisico inglese H.L. Callender che studiò e sviluppò il "Termometro a resistenza di Platino", dove il valore resistivo dell'elemento termometrico (in questo caso il Platino), è strettamente correlato alla lunghezza e alla sezione del conduttore costituente l'elemento sensibile (il filo di Platino), resistenza che cresce all'aumentare della lunghezza di tale filo e al diminuire del suo diametro.

## Termoresistenze al platino
Esistono in commercio diversi tipi di termoresistenza, generalmente abbastanza resistenti agli agenti corrosivi, che possono misurare temperature in un buon intervallo di temperatura (anche se inferiore a quello delle termocoppie) e che soprattutto hanno un'ottima linearità.
Molto diffuse sono le cosiddette Pt100 e Pt1000, ovvero termoresistenze in platino (Pt), in cui la resistenza alla temperatura di 0 °C è pari rispettivamente a 100 Ω e 1000 Ω.
Esistono due categorie di termoresistenze al platino:
- termoresistenze a film sottile
- termoresistenze a filo

Le termoresistenze a film si realizzano deponendo, sotto vuoto, un sottilissimo strato di platino su un substrato di ceramica (tipicamente di forma rettangolare di 2 mm x 5 mm). Dopo aver fissato i terminali per il collegamento elettrico esterno, tipicamente si effettua una taratura del dispositivo al laser.
Secondo la norma IEC 751 (1995) le Pt100 sono classificate a seconda della tolleranza nella misura fornita:
- Pt100 Classe A ±0,15 °C [0 °C] ±0,06 Ω [0 °C]
- Pt100 Classe B ±0,30 °C [0 °C] ±0,12 Ω [0 °C]

## TCR
Il TCR (Temperature Coefficient of Resistance) di una termoresistenza indica la variazione media per grado celsius del valore della resistenza fra gli 0 °C e i 100 °C. Può essere espresso con la formula:
{\displaystyle TCR={R_{100}-R_{0} \over R_{0}\cdot 100}}
Il TCR viene indicato con {\displaystyle \alpha } perché coincide col coefficiente {\displaystyle \alpha } dell'equazione lineare che esprime R in funzione della temperatura. Un maggiore valore di TCR indica una maggiore sensibilità dovuta ad una più grande purezza del platino usato. In pratica il TCR viene usato per distinguere fra le varie curve resistenza/temperatura disponibili per le termoresistenze al platino, per le quali i valori variano da 0,00375 a 0,003928 Ω/Ω/°C. La norma IEC 751 prescrive per le Pt100 un TCR di 0,00385 Ω/Ω/°C.